# Cystinose
La cystinose est une maladie lysosomale dont il existe deux formes : rénale et extra rénale.

## Étiologie

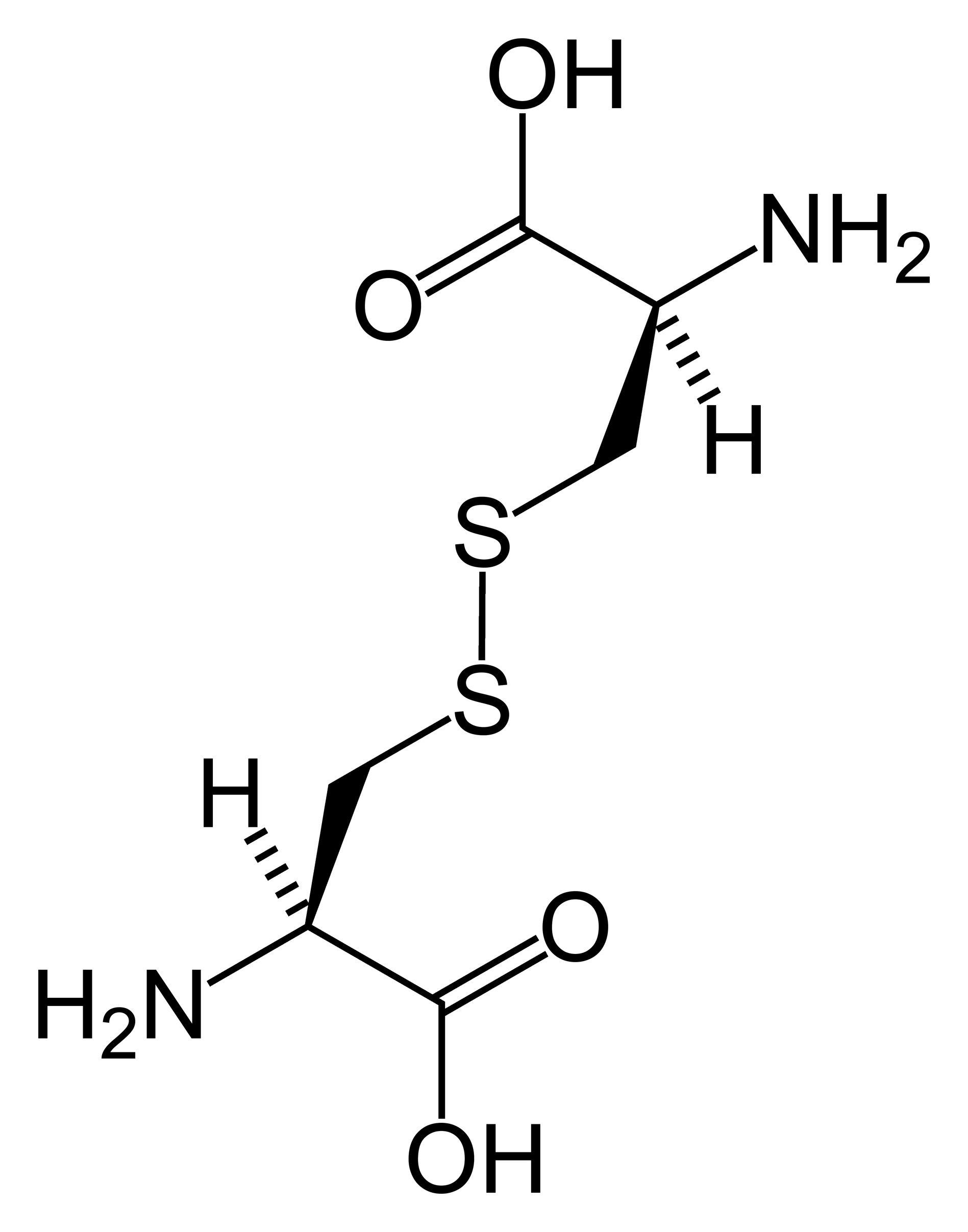
Formule développée de la cystine.

La forme urinaire est due à un défaut d'excrétion de la cystine, molécule composée de deux cystéines, acides aminés, par le lysosome. Ce déficit est secondaire à l'altération du gène CTNS situé sur le chromosome 17. Ce gène code une protéine, la cystinosine permettant l'excrétion de la cystine en dehors du lysosome vers le cytoplasme intracellulaire. L'accumulation de la cystine induit la formation de cristaux qui vont léser les cellules. La transmission génétique est autosomale récessive.
40 % des homozygotes sont porteurs d'une délétion de 57 000 paires de base. Les personnes peuvent être atteintes d'une forme intermédiaire ou extra rénale, moins grave, la délétion pouvant être présente à l'état hétérozygote parfois associée avec une mutation plus "bénigne", mais pas chez les homozygotes.

## Incidence et prévalence
La cystinose touche environ 1 nouveau-né sur 100,000 ou 200,000. L'incidence est plus forte en Bretagne où l'on trouve un cas pour 26,000 naissances.

## Description
La néphropathie cystinosique se manifeste par une croissance insuffisante de l'enfant, un syndrome de Fanconi, une atteinte du glomérule et des manifestations touchant d'autres organes. En l'absence de traitement, le retard de croissance commence vers six mois de vie. Avec un traitement bien conduit, la croissance reprend mais la perte de croissance ne peut être rattrapée que par l'administration d'hormone de croissance.
 Les signes du syndrome de Fanconi sont polyurie, polydipsie, déshydratation et une acidose. Le traitement commencé rapidement améliore les manifestations de la maladie mais les atteintes rénales au moment du diagnostic (vers un an habituellement) sont irréversibles. En l'absence de traitement, l'insuffisance rénale nécessitant le rein artificiel vers 10 ans. Un traitement précoce retarde le recours au rein artificiel ou à la transplantation rénale.

Il existe une forme moyenne se manifestant plus tardivement.
La forme extra rénale de la cystinose se manifeste uniquement par une photophobie.

## Diagnostic
Le diagnostic se fait par la mise en évidence d'une augmentation de l'excrétion urinaire des ions, du glucose, des protéines. Un examen oculaire montre des lésions typiques : les cristaux de cystine dans la cornée. Le dosage de cystine dans les leucocytes confirme le diagnostic. La mutation du gène CTNS est responsable des trois types de cystinose.

## Traitement et prise en charge
- Traitement symptomatique

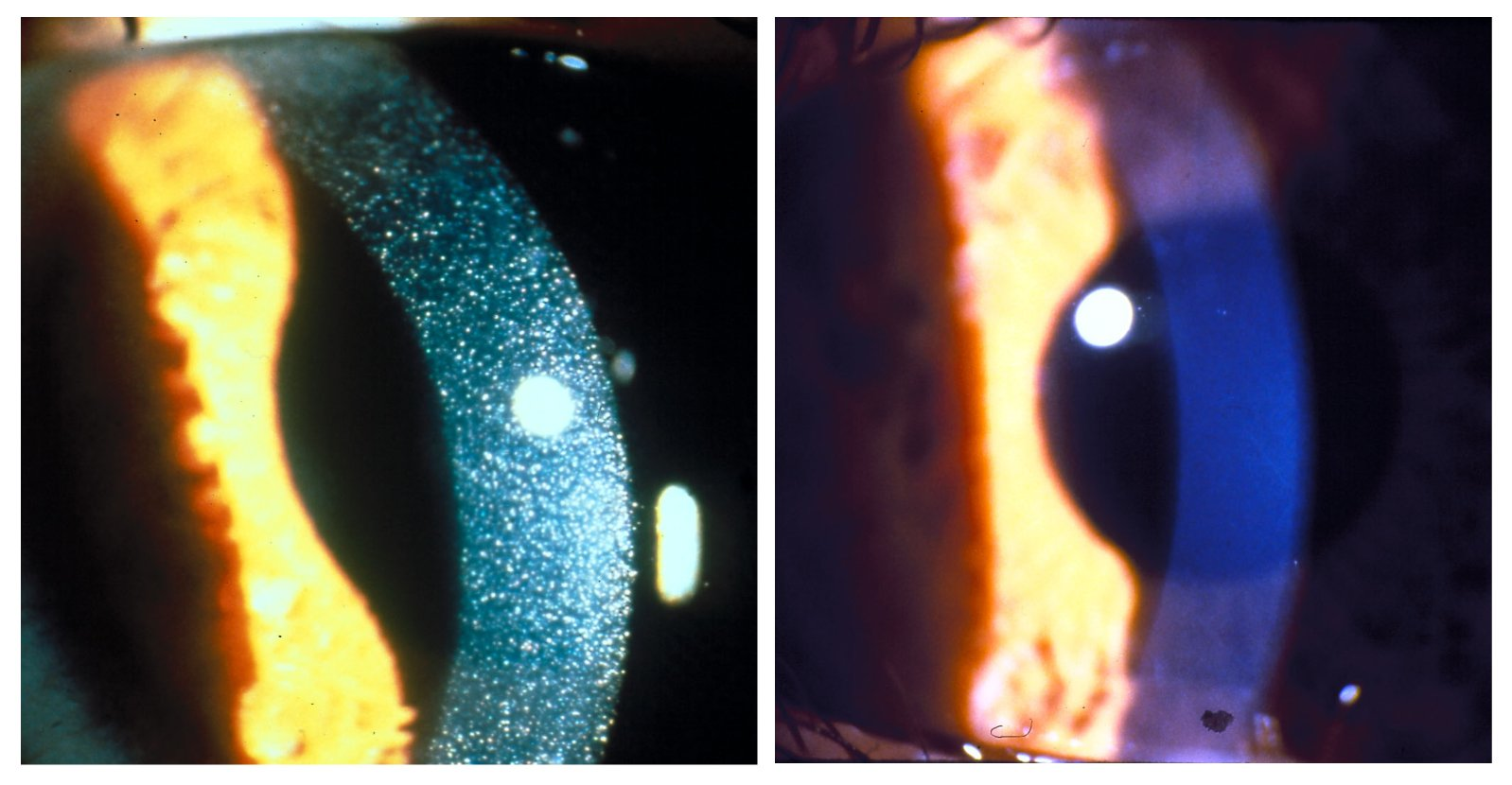
Une photo prise avec une lampe à fente d'un patient de trois ans avec une cystinose néphropathique avant (à gauche) et après (à droite) une thérapie avec des gouttes de cystéamine. Un traitement ciblant le défaut métabolique qui dissout de façon spectaculaire les cristaux douloureux dans la cornée de l'œil.

Les différents traitements symptomatiques comprennent des suppléments hydroélectrolytiques (accès libre à l’eau, voire suppléments par voie entérale en cas de maladies intercurrentes avec vomissements, bicarbonate de potassium et/ou de sodium), le traitement du rachitisme par dérivés actifs de la vitamine D et suppléments de phosphore et une supplémentation en carnitine.
- Traitement spécifique

La cystinose bénéficie d'un traitement médicamenteux par la cystéamine. Cette molécule pénètre dans le lysosome, cassant la cystine en deux composants qui peuvent alors être éliminés par d'autres voies. Pour être efficace le traitement doit être instauré le plus précocement possible.

## Pronostic
Il est essentiellement rénal, les dialyses ou la transplantation rénale permettant une survie prolongée. La cystinose ne récidive pas sur le greffon, et les rejets sont moins fréquents chez les patients cystinosiques que chez les patients atteints d'autres types d'insuffisance rénale. Le traitement à la cystéamine doit être maintenu pour éviter la dégradation des autres organes.
La survie due au traitement à la cystéamine permet de voir apparaître des complications tardives comme des faiblesses musculaires (secondaire à une myopathie, un diabète, une hypothyroïdie, une insuffisance respiratoire. L'ensemble de ces complications est sensiblement moins fréquent si un traitement par la cystéamine a pu être donné de manière précoce.

## Conseil génétique

### Mode de transmission
Il s'agit d'une transmission autosomique récessive.